# RZ 65
Die Bordrakete RZ 65 war eine drallstabilisierte ungelenkte Luft-Luft-Rakete mit Feststoff-Raketenmotor. Die Entwicklung begann 1941 unter Leitung von Klein bei Rheinmetall-Borsig.
Die Luftkampfrakete RZ 65 wurde zur Tarnung innerhalb dieser Entwicklungsreihe als „RZ = Rauchzylinder“ bezeichnet.
Es wurden nur wenige Exemplare zur Erprobung gefertigt. Im Vergleichsschießen mit dem MG FF erzielte die RZ 65 schlechtere Werte, wodurch nur eine kleine Anzahl zur Truppenerprobung gelangte. Das Einsatzfeld dieser Bordrakete waren ursprünglich Erdziele, durch Änderungen des Sprengkopfes konnte sie aber auch gegen Luftziele verwendet werden.